# Acker-Rettich
Acker-Rettich (Raphanus raphanistrum), auch Hederich oder Wilder Rettich genannt, ist eine Pflanzenart aus der Gattung Rettiche (Raphanus) innerhalb der Familie der Kreuzblütengewächse (Brassicaceae). Trotz seines Namens bildet er keine verdickte Wurzel und ist kein Vorfahre des Garten-Rettichs (Raphanus sativus), sondern lediglich mit ihm verwandt.

## Beschreibung

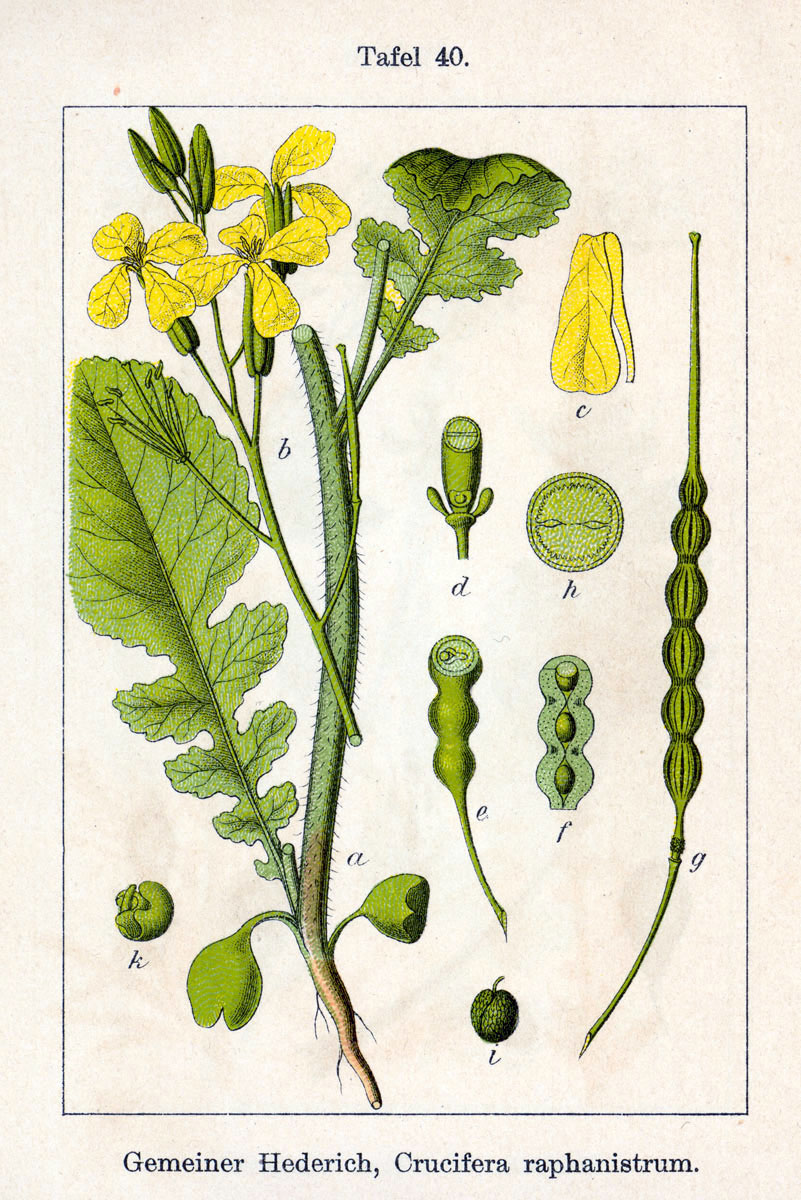
Illustration aus Sturm

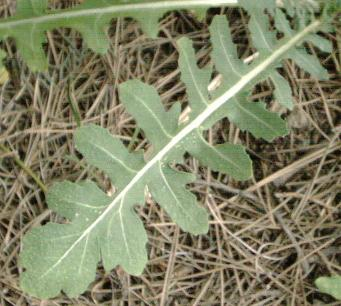
Blatt

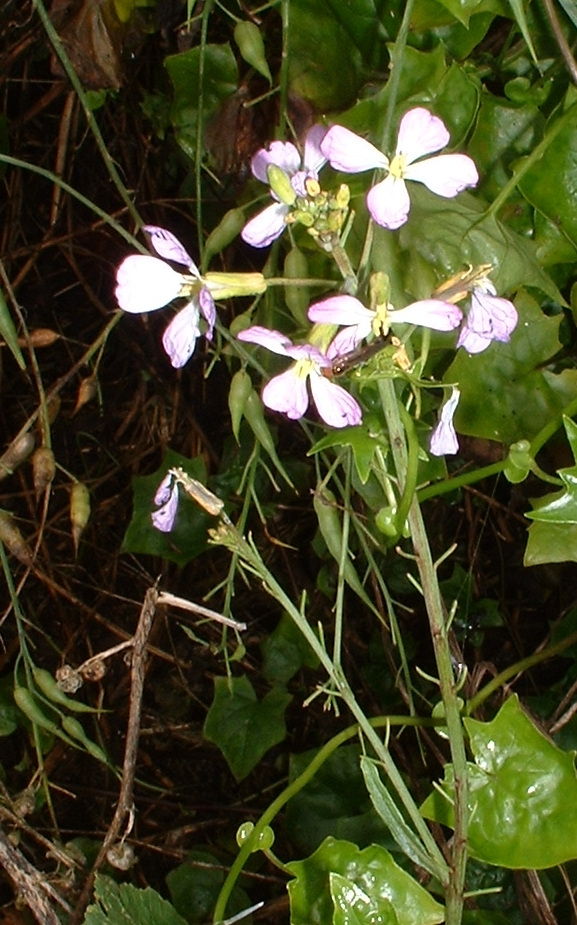
Blütenstand

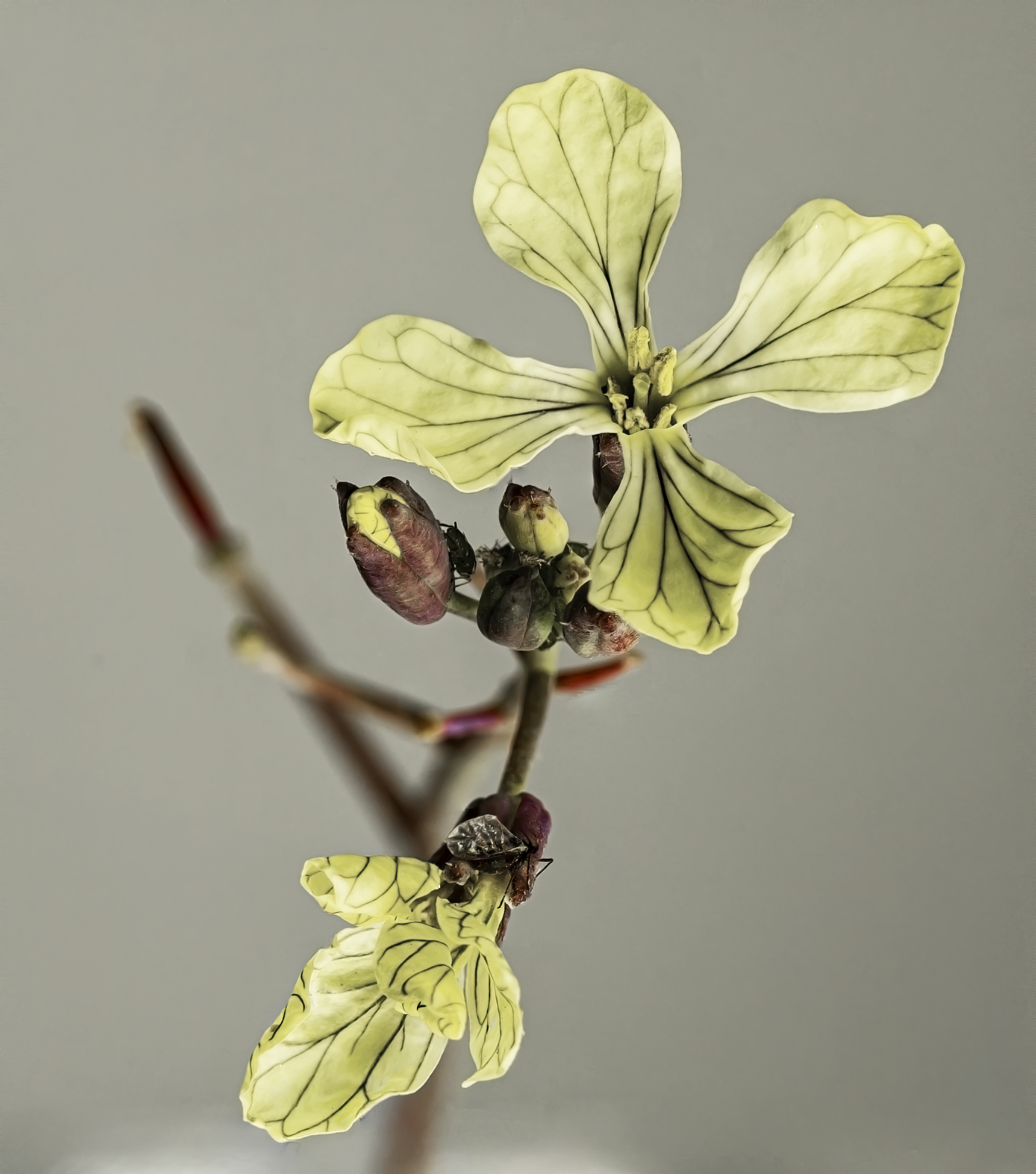
Blüte in Detail

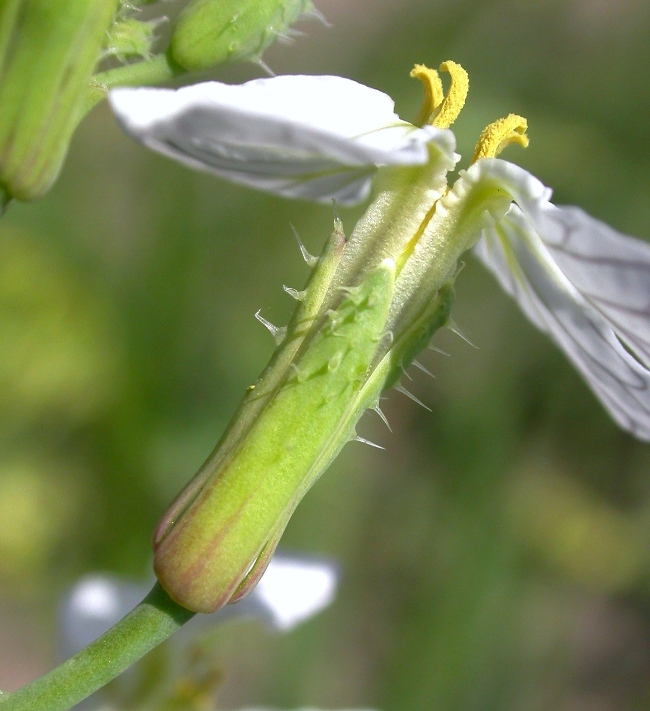
Blüte

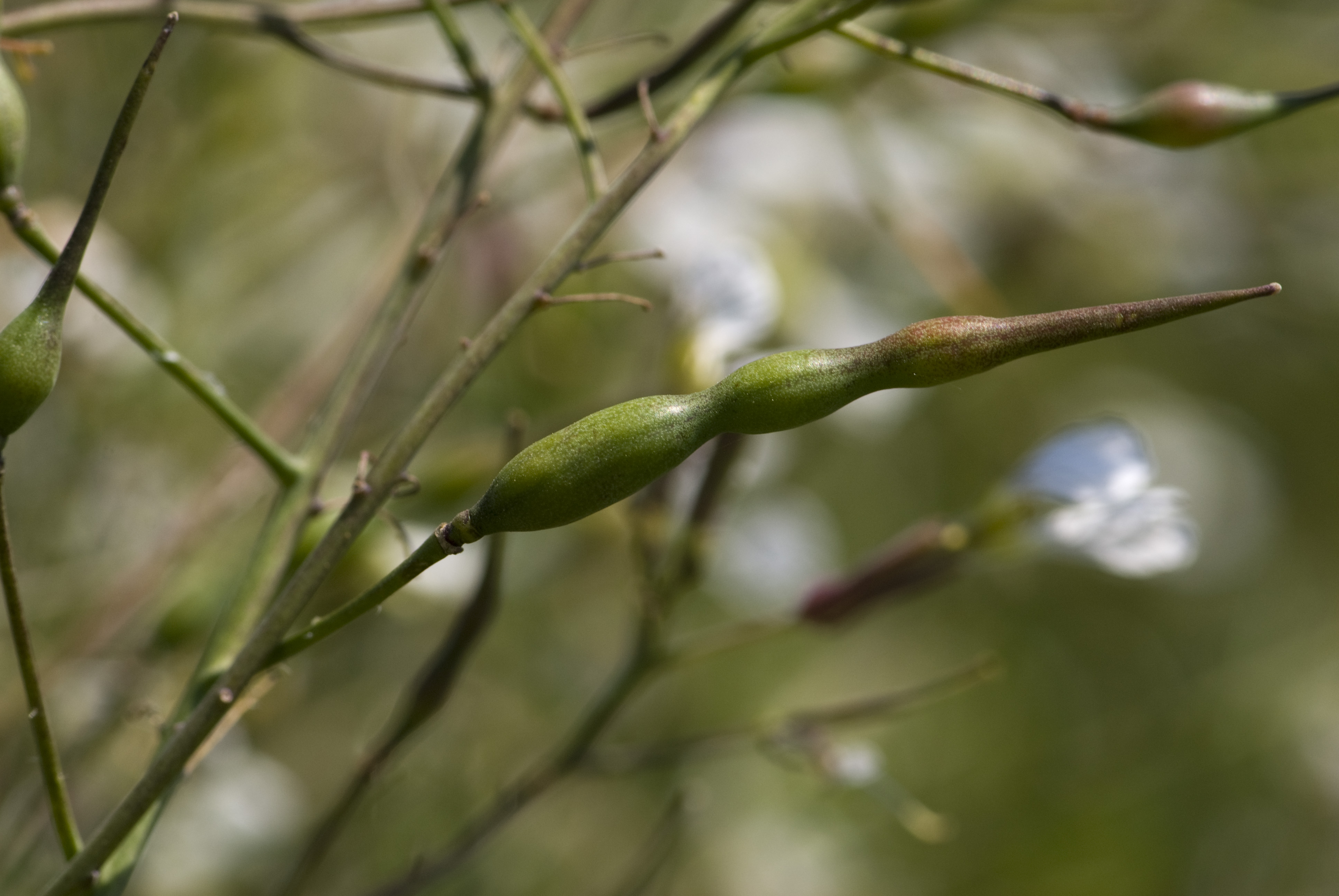
Junge Früchte

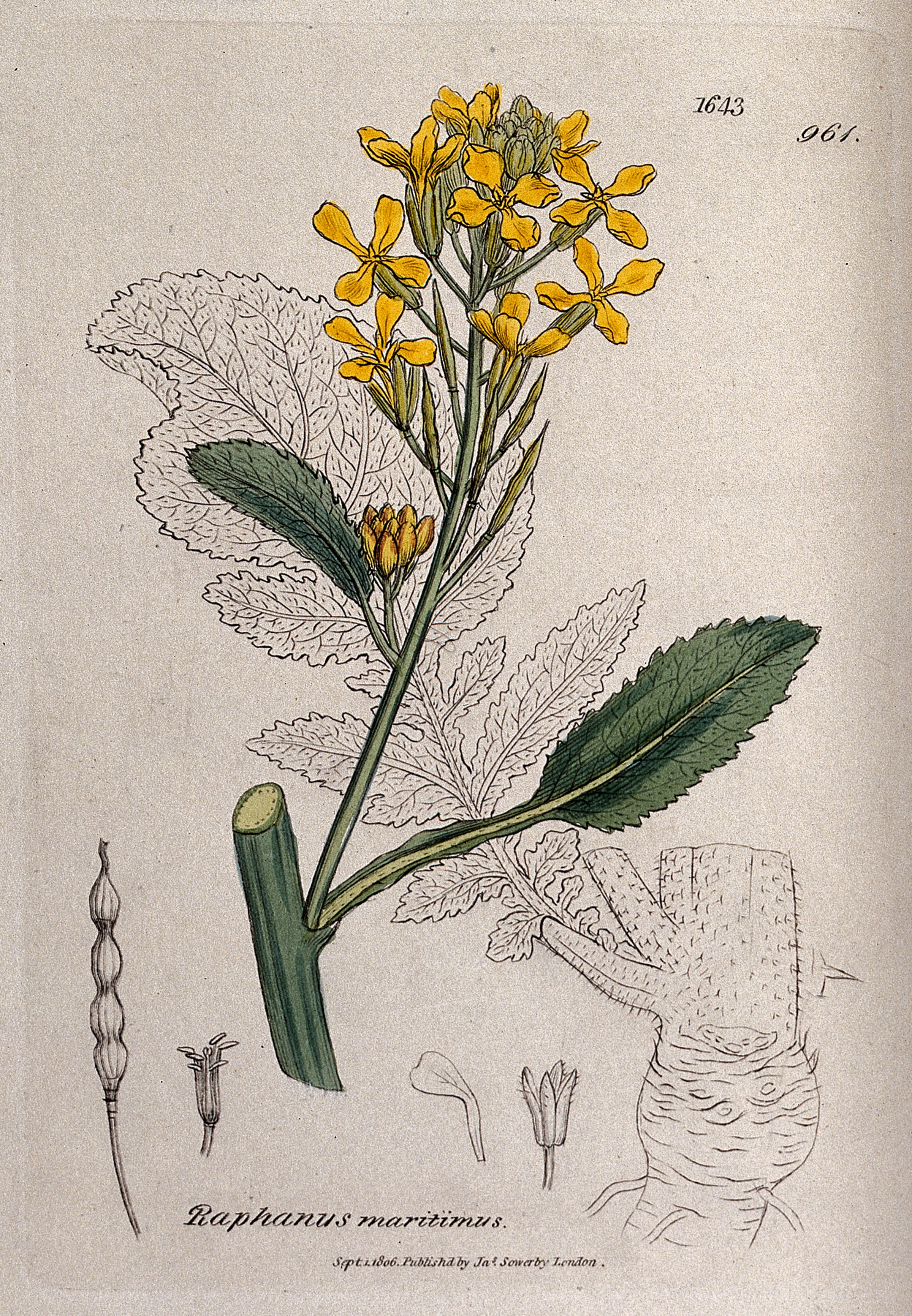
Strand-Rettich (Raphanus raphanistrum subsp. landra), Illustration

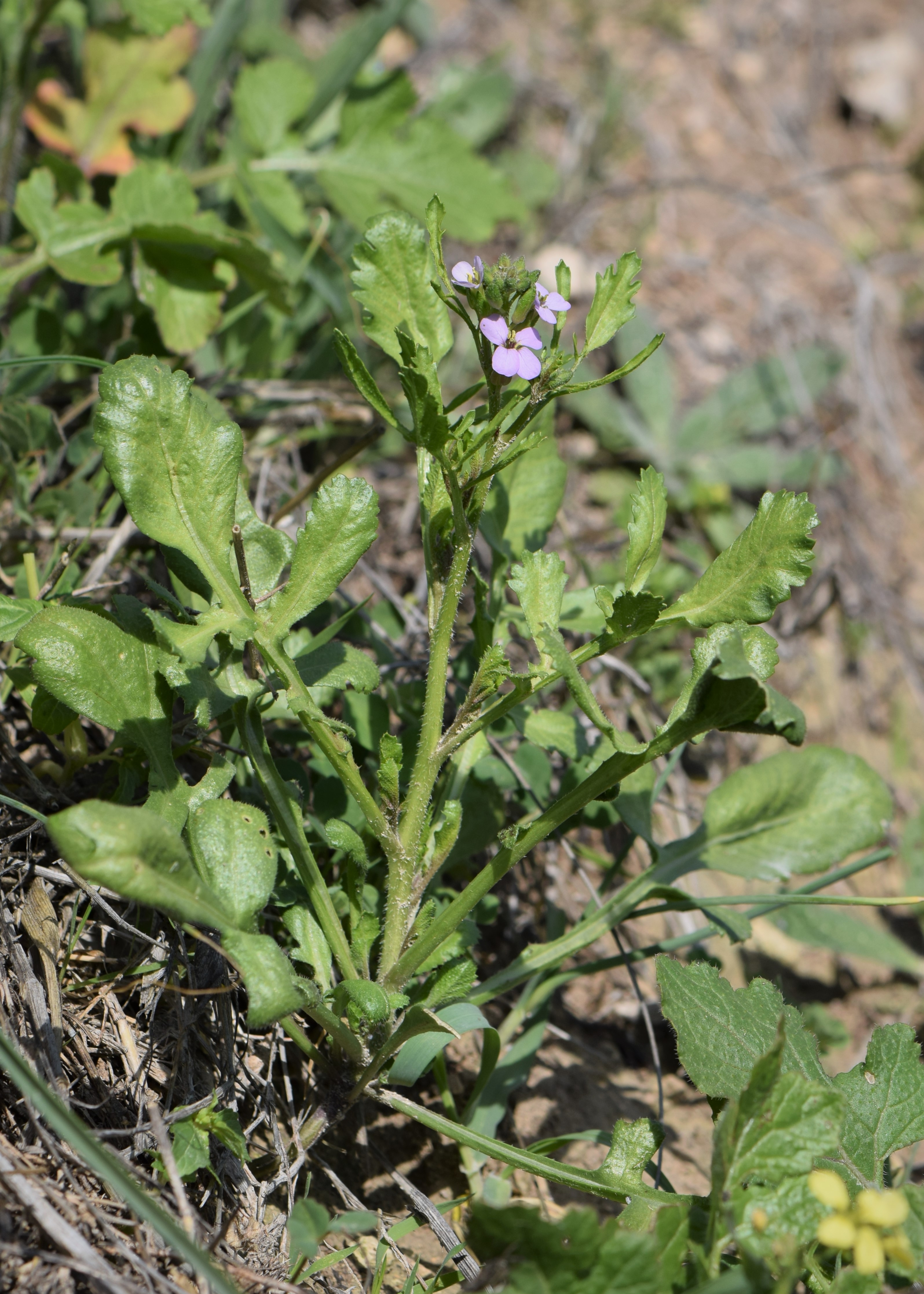
Schnabel-Rettich (Raphanus raphanistrum subsp. rostratus)

### Vegetative Merkmale
Beim Acker-Rettich handelt es sich um eine einjährige krautige Pflanze, die Wuchshöhen von 30 bis 60 Zentimetern erreicht. Die Wurzeln sind nicht, wie es bei anderen Rettich-Arten der Fall ist, fleischig verdickt. Die Stängel wachsen meist aufrecht, manchmal auch aufsteigend. Sie sind stumpfkantig, ästig und besonders am Grund von langen Haaren rau. Die Laubblätter sind im Umriss oval bis eiförmig, aber leierförmig fiederschnittig, wobei der Endabschnitt deutlich größer ist als die Seitenabschnitte. Die unteren Laubblätter, insbesondere die Grundblätter sind gestielt, die oberen Stängelblätter dagegen eher sitzend und ungeteilt. Die unteren Blätter sind 10 bis 15 Zentimeter lang, 4 bis 6 Zentimeter breit und haben einen 2 Zentimeter langen Stiel. Sie besitzen auf jeder Seite 4 bis 5 Seinetabschnitte. Die oberen Stängelblätter sind länglich bis lanzettlich, ungeteilt und spitz gezähnt.

### Generative Merkmale
Die Blütezeit ist Mai bis Herbst. Die Blüten stehen in blattlosen endständigen, traubigen Blütenständen und umfassen 15 bis 25 Bluten. Der Blütenstiel ist so lang oder etwas länger als der Kelch. Die zwittrigen Blüten sind vierzählig. Die Kelchblätter sind schmal elliptisch-lanzettlich, 9 bis 10 Millimeter lang und etwa 1,5 Millimeter breit. Die seitlichen Kelchblätter sind am Grund etwas sackförmig vorgewölbt. Die vier Kronblätter sind hellgelb oder (im südlichen Mitteleuropa vorherrschend) weiß mit violetten Adern. Der Nagel der Kronblätter ist lang und überragt den Kelch etwas. Die Platte der Kronblätter ist verkehrt eiförmig und am Grund kurz keilförmig zusammengezogen. Die Fruchtstiele sind 1 bis 3 Zentimeter lang und aufrecht-abstehend. Die Gliederschoten besitzen tiefe Einschnürungen zwischen den Samen. Die Samen sind eiförmig bis kugelig, 2 bis 3 Millimeter lang und 1,5 bis 2 Millimeter breit. Sie sind hellbraun mit schwarzem Nabelfleck und netzig-grubig.
Die Chromosomenzahl beträgt 2n = 18.

## Ökologie
Der Acker-Hederich ist sommerannueller, sommergrüner Therophyt. Er wurzelt über 1 Meter tief.
Blütenökologisch handelt es sich um „Nektar führende Scheibenblumen“. Die Blütenkronblätter besitzen in den violetten Adern Strichsaftmale und eine hohe UV-Reflexion. Schwebfliegen bevorzugen eindeutig die Formen mit gelben Blüten. Der aufrecht stehende Kelch verdeckt den zuckerreichen (55 %) Nektar. Der Acker-Hederich ist eine Bienenweide und selbststeril. Die Fruchtreife erstreckt sich von August bis Oktober.
Die Früchte zerfallen in einsamige, nussartige Teilfrüchte. Es findet Selbstausbreitung und Menschenausbreitung statt und eine Zufallsausbreitung durch Kleinvögel und Rinder.
Die Samen sind langlebig (20–30 Jahre) und ölreich (40–45 %).

## Vorkommen
Der Acker-Hederich ist ursprünglich im Mittelmeerraum verbreitet, wurde aber weltweit verschleppt. Sein Verbreitungsgebiet umfasste ursprünglich Europa, Nordafrika, Makaronesien, Westasien und dem Kaukasusraum. Darüber hinaus ist er aber im übrigen Afrika, im übrigen Asien, in Australien, Neuseeland, in Nord-, Mittel- und Südamerika, in Grönland und Hawaii ein Neophyt.
In Mitteleuropa ist er seit dem Neolithikum ein Kulturbegleiter (Archaeophyt).
Der Acker-Hederich kommt häufig in Unkrautfluren der Äcker und besonders der Getreidefelder, auch an Schuttplätzen vor. Er bevorzugt kalkarme Böden und zeigt Bodenversauerung an. Er wird auch als Gründüngung gesät. Er ist eine schwache Charakterart des Verbands Aperion, kommt sonst in Gesellschaften des Verbands Polygono-Chenopodion oder der Ordnung Sisymbrietalia vor. In den Allgäuer Alpen steigt er im Tiroler Teil nahe der Unteren Hoch-Alpe am Lech oberhalb Steeg bis zu einer Höhenlage von 1250 Metern auf. In Graubünden steigt er bis 1850 Meter, im Wallis bis 2000 Meter Meereshöhe auf.
Zeigerwerte nach Ellenberg für den Acker-Rettich sind: L6 Halbschatten- bis Halblichtpflanze, T5 Mäßigwärmezeiger, K3 ozeanisch bis subozeanisch, F5 Frischezeiger, R4 Mäßigsäure- bis Säurezeiger, N6 stickstoffreiche bis mäßig stickstoffreiche Standorte anzeigend, S0 nicht salzertragend.
Die ökologischen Zeigerwerte nach Landolt et al. 2010 sind in der Schweiz: Feuchtezahl F = 2+ (frisch), Lichtzahl L = 4 (hell), Reaktionszahl R = 3 (schwach sauer bis neutral), Temperaturzahl T = 4 (kollin), Nährstoffzahl N = 4 (nährstoffreich), Kontinentalitätszahl K = 3 (subozeanisch bis subkontinental), Salztoleranz 1 = tolerant.

## Systematik
Man kann folgende Unterarten unterscheiden:
- Strand-Rettich (Raphanus raphanistrum subsp. landra (Moretti ex DC.) Bonnier & Layens) (Syn.: Raphanus landra Moretti ex DC., Raphanus maritimus Sm., Raphanus raphanistrum subsp. maritimus (Sm.) Thell.): Er kommt in Nordafrika, auf den Kanaren, in Südeuropa, in Europa nördlich bis Großbritannien und östlich bis zur Krim vor. Auf den Azoren ist er ein Neophyt.[4]
- Raphanus raphanistrum subsp. raphanistrum (Raphanus raphanistrum subsp. segetum Clavaud), (Syn. Raphanus microcarpus Lange, Raphanus raphanistrum subsp. microcarpus (Lange) Thell.): Sie kommt in Nordafrika, in Makaronesien, in Europa nördlich bis Dänemark, in Westasien und im Kaukasusraum vor und ist auf den Azoren, in Großbritannien, Irland, Norwegen, Schweden und Finnland ein Neophyt.[4]
- Schnabel-Rettich (Raphanus raphanistrum subsp. rostratus (DC.) Thell., Syn.: Raphanus rostratus DC.): Er kommt in Griechenland, in Syrien, im Libanon, in Israel und in Jordanien vor.[4]

## Verwendung
Aus den Samen kann Senf hergestellt werden. Das Samenöl kann für Speise- und technische Zwecke verwendet werden.
In einer Untersuchung wurde festgestellt, dass die Blätter des Acker-Rettichs (die Teil traditioneller, lokaler Mittelmeerdiäten sind) sowohl eine potentielle Anti-Diabetes- als auch eine stimmungsaufhellende Wirkung (Serotonin-Wiederaufnahmehemmer) besitzen.

## Geschichte
Der Acker-Rettich gilt als Wildform des Gartenrettichs.
In den neolithischen Schichten von Knossos auf Kreta (EN I) wurden zahlreiche Samen des wilden Rettichs gefunden. Es ist unklar, ob es sich dabei um Unkrautsamen oder Sammelpflanzen handelt.